# Niv Adiri
Niv Adiri est un mixeur et monteur son israélien né à Kfar Vitkin (en) (Israël).

## Biographie
Niv Adiri passe sa jeunesse en Israël et vit depuis le début des années 2000 en Angleterre,.

## Filmographie sélective
- 2005 : V pour Vendetta (V for Vendetta) de James McTeigue
- 2005 : Batman Begins de Christopher Nolan
- 2008 : Slumdog Millionaire de Danny Boyle
- 2009 : Agora d'Alejandro Amenábar
- 2010 : 127 heures (127 Hours) de Danny Boyle
- 2011 : Johnny English, le retour (Johnny English Reborn) d'Oliver Parker
- 2011 : L'Aigle de la Neuvième Légion (The Eagle) de Kevin Macdonald
- 2012 : Quartet de Dustin Hoffman
- 2012 : Dredd de Pete Travis
- 2012 : La Dame en noir (The Woman in Black) de James Watkins
- 2013 : Gravity d'Alfonso Cuarón
- 2014 : Paddington de Paul King
- 2014 : Une merveilleuse histoire du temps (The Theory of Everything) de James Marsh
- 2015 : Steve Jobs de Danny Boyle
- 2015 : Loin de la foule déchaînée (Far from the Madding Crowd) de Thomas Vinterberg
- 2016 : Les Animaux fantastiques (Fantastic Beasts and Where to Find Them) de David Yates
- 2016 : Bridget Jones Baby (Bridget Jones's Baby) de Sharon Maguire
- 2016 : Tarzan (The Legend of Tarzan) de David Yates

## Distinctions

### Récompenses
- Oscars 2014 : Oscar du meilleur mixage de son pour Gravity
- BAFTA 2014 : British Academy Film Award du meilleur son pour Gravity

### Nominations
- BAFTA 2017 : British Academy Film Award du meilleur son pour Les Animaux fantastiques